# Skyr
Skyr ali skír je islandski mlečni izdelek. Po konsistenci je podoben grškemu jogurtu, a je blažjega okusa. Uživa se kot jogurt, vendar spada med sveže sire (kot na primer skuta). Že več stoletij je značilna sestavina islandske kuhinje. Ima kiselkast mlečni okus, z nekoliko sladkobnosti. Tradicionalno se postreže hladen z mlekom in sladkornim posipom. Na trgu so tudi različice z dodanimi aromami, kot so sadni okusi in vanilija. Vsebuje veliko kakovostnih beljakovin in zelo malo maščob, hkrati pa nič več sladkorja kot običajen jogurt. Izdelujejo ga iz posnetega mleka s procesom odcejanja, zaradi česar je čvrstejši in pridobi značilno strukturo. Za izdelavo enega lončka porabijo do štirikrat več mleka kot za lonček običajnega jogurta.